# Quốc kỳ Hàn Quốc
Quốc kỳ Hàn Quốc (tiếng Hàn Quốc: 대한민국의 국기) hay còn được gọi là Cờ Thái cực (태극기, Taegeukgi, "Thái cực kỳ") có dạng hình chữ nhật nền trắng, ở giữa có hình tròn thái cực âm dương (trong tiếng Hàn gọi là Taegeuk) với màu đỏ ở trên và màu xanh dương ở dưới, bốn góc là 4 quẻ bát quái là Càn, Khôn, Khảm, Ly. Lá cờ này được Hàn Quốc sử dụng từ năm 1950 đến nay.

## Nguồn gốc

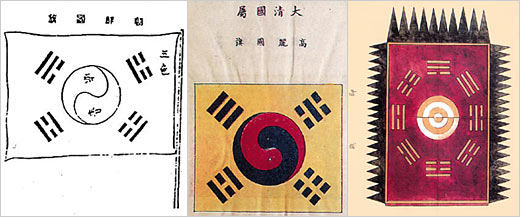
(trái) "Cờ của Hàn Quốc" ở báo Jiji Shimpo của Nhật Bản xuất bản ngày 02 tháng 10 năm 1882. (giữa) "Nước chư hầu của Đế quốc Đại Thanh: quốc kỳ Cao Ly" được liệt kê trong một cuốn sách về ngoại giao của triều Thanh (通商 章程 成 案 汇编), sửa đổi nội dung bởi Lý Hồng Chương, tháng 3 năm 1883. (phải) "Hình bát quái Thái cực đồ" trong bộ sưu tập của trường Đại học Seoul.

Một bức tranh lần đầu tiên mô tả về lá quốc kỳ này còn sót lại trong một ấn bản của Hải quân Hoa Kỳ: Flags of Maritime Nations tháng 7, năm 1882.

### Định dạng chuẩn

## Các mẫu quốc kỳ từng xuất hiện trong lịch sử

Vương quốc Cao Ly (918–1392)
Nhà Triều Tiên (1800-1882)
Đế quốc Đại Hàn (1882-1910)
Hiệu kỳ Toàn quyền Triều Tiên thời kỳ Nhật Bản chiếm đóng Triều Tiên (1905-1910)
Quốc kỳ Đế quốc Nhật Bản thời kỳ Nhật Bản chiếm đóng Triều Tiên (1910-1945)
Quốc kỳ Cộng hòa Nhân dân Triều Tiên (1945)
Chính quyền Quân sự Hoa Kỳ tại Hàn Quốc (1945-1946)
Chính phủ Lâm thời Đại Hàn Dân Quốc (1946-1948)
Đại Hàn Dân Quốc (1949-1984)
Đại Hàn Dân Quốc (1984-1997)
Đại Hàn Dân Quốc (1997-2011)
Đại Hàn Dân Quốc (2011-nay)
Cờ thống nhất